# Payshanba
Payshanba (uzb. cyr.: Пайшанба; ros.: Пайшанба, Pajszanba) – osiedle typu miejskiego w Uzbekistanie, w wilajecie samarkandzkim, ośrodek administracyjny tumanu Kattaqoʻrgʻon. Status osiedla typu miejskiego od 1989 roku. Ośrodek przemysłu i rolnictwa.